# مزرعة صادق أباد (خبريز)
مزرعة صادق أباد (بالفارسية: مزرعه صادق آباد) هي منطقة سكنية تقع في إيران في قسم خبریز الريفي. يقدر عدد سكانها بـ 37 نسمة .